# Mercedes-Benz SLC-Клас
Mercedes-Benz SLC-клас (SL — «спортивний легкий», C — C-клас) — серія компактних родстерів класу люкс німецької торгової марки Mercedes-Benz. Є наступником SLK-класу і представлена в грудні 2015 року. Презентація першої моделі відбулася в 2016 році на автосалоні в Детройті. На замовлення автомобіль став доступний в середині січня 2016 року, продажі почалися в березні того ж року.

## Опис

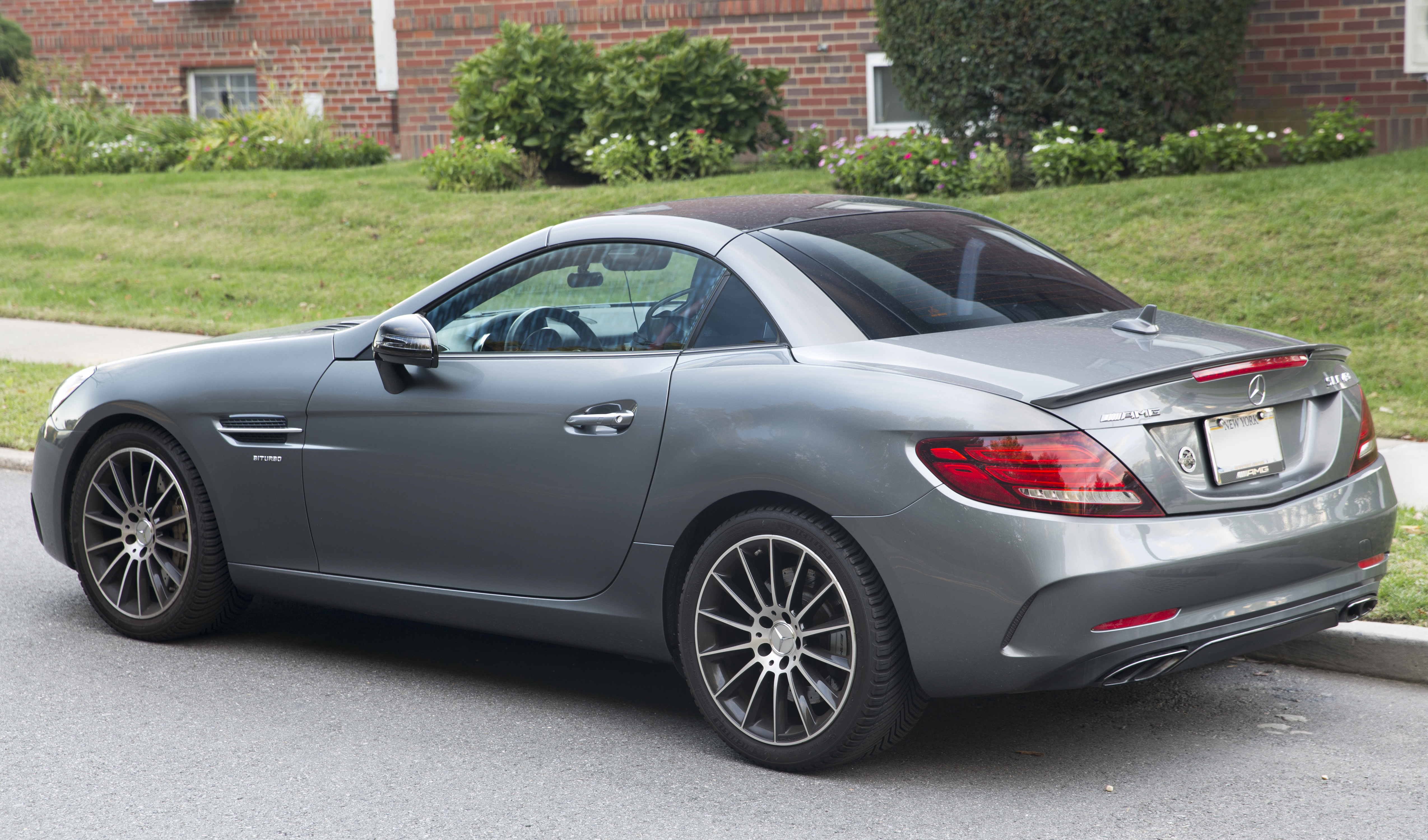
Mercedes-AMG SLC 43

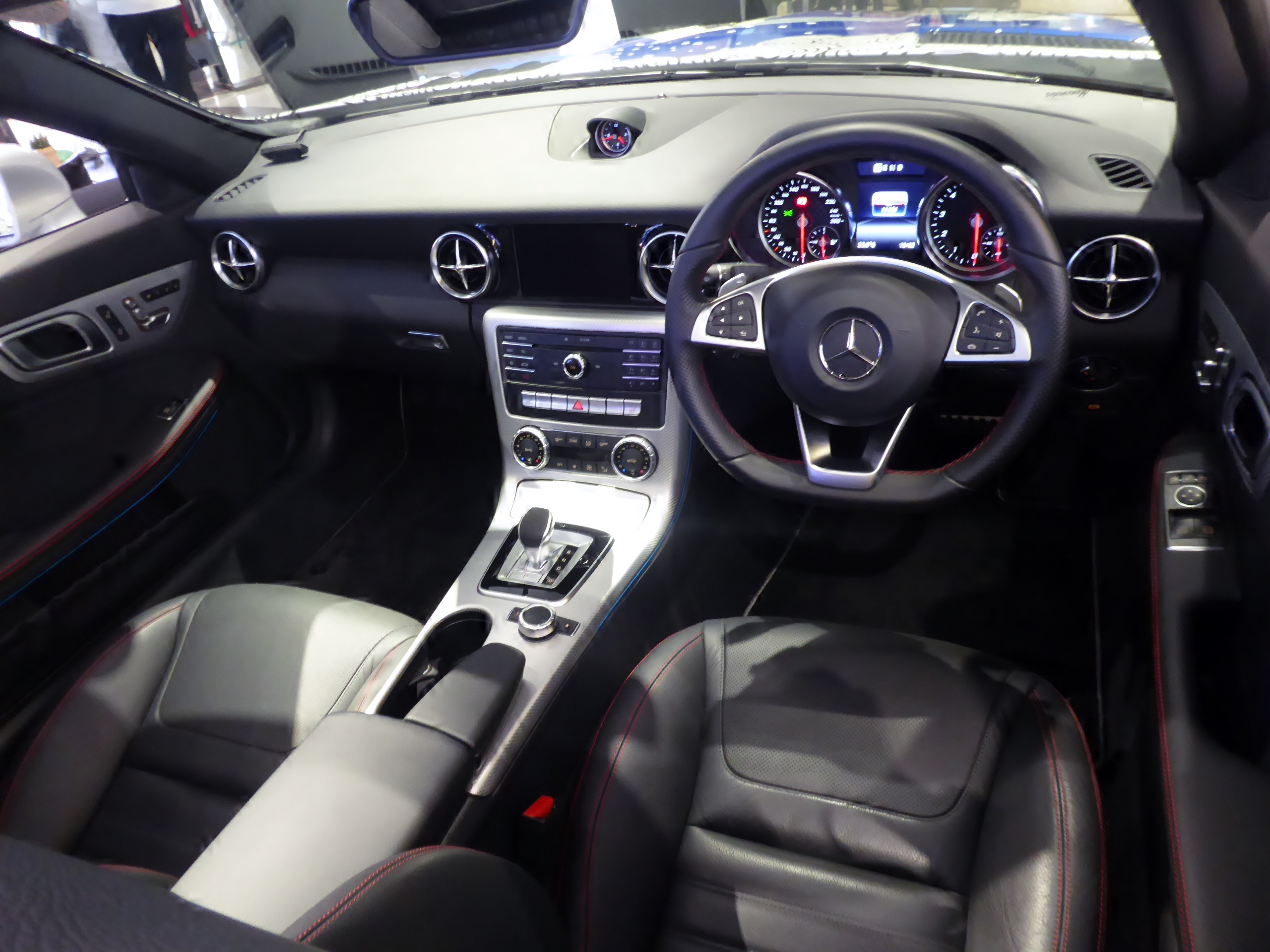

### Передісторія
Перший в історії марки Mercedes-Benz автомобіль з шильдиком «SLC» з'явився в 1970-і роки, представляючи собою модифікацію оригінального SL-класу з фіксованою дахом. Ця ж номенклатура була обрана для оновленого варіанту SLK-класу кінця 2015 року відповідно до останньої стратегією іменування компанії. Частина «SL» повідомляє про приналежність автомобіля до спортивних транспортних засобів, а «C» вказує на зв'язок з іншими членами автомобілів C-класу в ієрархії моделей Mercedes-Benz.

### R172 (2016–2020)
Перший автомобіль SLC-класу представляє собою рестайлінг Mercedes-Benz R172. У стандартній комплектації всі оснащуються 9-ступінчастою автоматичною коробкою передач 9G-Tronic (за винятком версій 180 і 200, силовий агрегат яких інтегрований з 6-ступінчастою механічною коробкою передач). Модельний ряд двигунів включаюет SLC 180 (1.6 л, 156 к.с., 250 Нм, 0-100 км / год за 7.9 с), SLC 200 (2.0 л, 184 к.с., 300 Нм, 0-100 км / год за 7.0 с), SLC 300 (2.0 л, 245 к.с., 370 Нм, 0-100 км / год за 5.8 с), SLC 43 AMG (V6, 3.0 л бітурбо, 367 к.с., 520 Нм, 0-100 км / год за 4.7 с) і SLC 250 CDI (2.1 турбодизель, 204 к.с., 0-100 км / год за 6.6 с). Пізніше до них додасться версія SLC 450 AMG.
Зовнішні зміни включають в себе нові бампери і ґрати радіатора, переглянуті головну оптику і задні ліхтарі, а також новий дизайн вихлопної системи. Крім того, зміни торкнулися і інтер'єру із застосуванням нових матеріалів і більш складних інформаційно-розважальних функцій. Кермове колесо зазнало змін в дизайні, а передню панель приладів оснастили екраном мультимедійного комплексу Comand Online, діагональ якого збільшена з 5,8 до 7 дюймів.
У стандартний набір технічних рішень увійшли системи Active Brake Assist, DYNAMIC SELECT (SLC 300 і SLC 250 d), спортивне рульове колесо і кольоровий TFT дисплей. На замовлення доступні системи Blind Spot Assist, Lane Keeping Assist, Adaptive Highbeam Assist Plus, KEYLESS-GO, LED головна оптика з технологією Intelligent Light System, а також пакет Dynamic Handling із заниженим кліренсом.
У лютому 2017 року компанія Mercedes-Benz представила пакет SLC «RedArt Edition», який доступний для моделей SLC 180, SLC 200, SLC 250D, SLC 300 і SLC 43 AMG. Він пропонує вісім кольорів забарвлення кузова, а також елементи червоного кольору, які можна побачити, наприклад, на передньому сплітері, колесах, задньому дифузорі і в оформленні салону. У модифікації екстер'єру також входять фірмові 18-дюймові легкосплавні диски в дизайні з 5 спарених спиць. Інтер'єр пропонує обробку зі шкіри, плюс декораційні вставки з карбону. В оснащення серії входять селектор DYNAMIC SELECT і система обігріву на рівні шиї AIRSCARF.

## Двигуни
- SLC 180 1.6 л M274 DE 16 LA 156 к.с.
- SLC 200 2.0 л M274 DE 20 LA 184 к.с.
- SLC 300 2.0 л M274 DE 20 AL 245 к.с.
- SLC 43 AMG 3.0 л V6 M276 DE 30 AL 390 к.с.
- SLC 250 CDI 2.2 л OM651 DE 22 LA 204 к.с.